# Pattada
Pattada is een gemeente in de Italiaanse provincie Sassari (regio Sardinië) en telt 3434 inwoners (31-12-2004). De oppervlakte bedraagt 164,9 km², de bevolkingsdichtheid is 21 inwoners per km².
De volgende frazioni maken deel uit van de gemeente: Bantine.

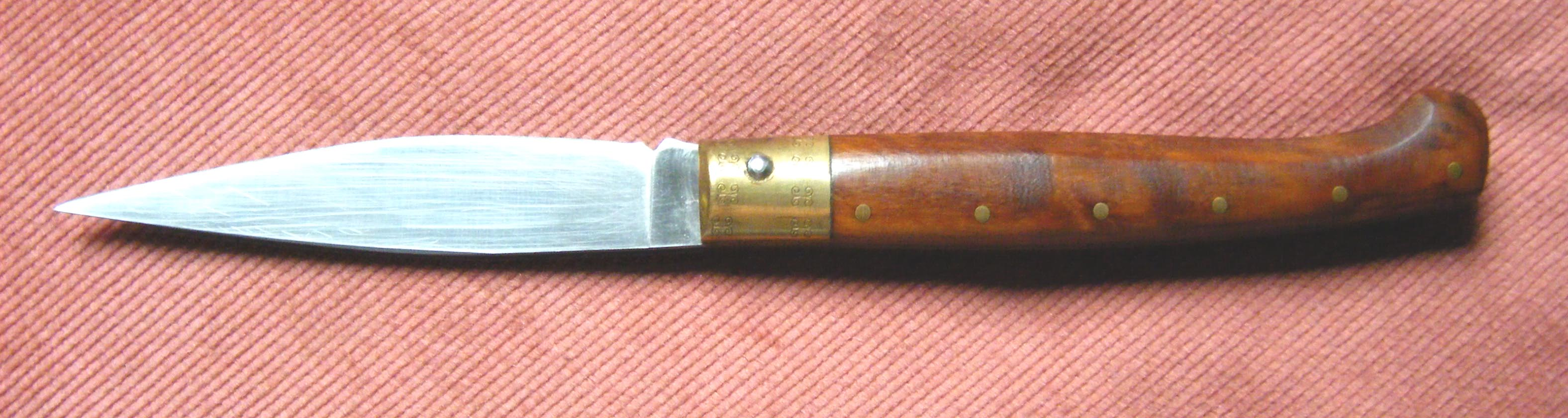
Een Pattada

Een pattada is eveneens een mes dat gebruikt wordt door herders in Sardinië. Het mes is inklapbaar en heeft een handvat van hoorn. Het wordt gebruikt om kaas en worst te snijden, maar ook om takken te snoeien of schapen te slachten. Het wordt op het hele eiland gebruikt.

## Demografie
Pattada telt ongeveer 1259 huishoudens. Het aantal inwoners daalde in de periode 1991-2001 met 6,9% volgens cijfers uit de tienjaarlijkse volkstellingen van ISTAT.
| Jaar | Inwoneraantal |
| ---- | ------------- |
| 1991 | 3772          |
| 2001 | 3513          |

## Geografie
De gemeente ligt op ongeveer 778 m boven zeeniveau.
Pattada grenst aan de volgende gemeenten: Benetutti, Buddusò (OT), Bultei, Nughedu San Nicolò, Nule, Oschiri (OT), Osidda (NU), Ozieri.

## Geboren
- Giovanni Angelo Becciu (1948), apostolisch diplomaat, kardinaal en titulair aartsbisschop

Alghero · Anela · Ardara · Banari · Benetutti · Bessude · Bonnanaro · Bono · Bonorva · Borutta · Bottidda · Bultei · Bulzi · Burgos · Cargeghe · Castelsardo · Cheremule · Chiaramonti · Codrongianos · Cossoine · Erula · Esporlatu · Florinas · Giave · Illorai · Ittireddu · Ittiri · Laerru · Mara · Martis · Monteleone Rocca Doria · Morres · Muros · Nughedu San Nicolò · Nule · Nulvi · Olmedo · Osilo · Ossi · Ozieri · Padria · Pattada · Perfugas · Ploaghe · Porto Torres · Pozzomaggiore · Putifigari · Romana · Santa Maria Coghinas · Sassari · Sedini · Semestene · Sennori · Siligo · Sorso · Stintino · Tergu · Thiesi · Tissi · Torralba · Tula · Uri · Usini · Valledoria · Viddalba · Villanova Monteleone
1. ↑  https://demo.istat.it/?l=it.